# Від заходу до світанку 3: Донька ката
Від заходу до світанку 3: Донька ката (англ. From Dusk Till Dawn 3: The Hangman's Daughter) — художній фільм П. Дж. Пеше, що поєднує в собі елементи бойовика та фільму жахів про вампірів. Приквел фільмів Роберта Родрігеса «Від заходу до світанку» та «Від заходу до світанку 2: Криваві гроші Техасу».

## Сюжет
Мексика. Початок XX-го століття. Джонні Мадрид, який раніше очолював банду, тікає від правоохоронців разом з дочкою ката Есмеральдою. Сам кат, який повинен був відібрати життя бандита відповідно до вироку суду, переслідує пару до невеликого містечка, де вони сховалися в місцевій таверні. Сюди ж приїжджають письменник Бірс, що прямує в розташування військ Панчо Вільї, пара молодят і кілька інших випадкових попутників. Незабаром героям стає зрозуміло, що вони опинилися в лігві вампірів, і у кровопивць є конкретна мета — коронація Есмеральди — спадкоємиці матері вампірів.
Люди борються з нечистю усіма можливими способами, але сили нерівні. Зазнаючи втрат, вони все ж зупиняють обряд, хоча і не мають уявлення, що ж їм робити далі. До того ж Джонні стоїть перед складним вибором: вирушити до Панчо Вільї або залишитися з коханою, якій все ще може загрожувати небезпека.

## У ролях
| Актор            | Роль                             |
| ---------------- | -------------------------------- |
| Марко Леонарді   | Джонні Мадрид                    |
| Майкл Паркс      | Амброз Бірс                      |
| Ара Селі         | Есмеральда/Сантаніко Пандемоніум |
| Сонія Брага      | Кіксла                           |
| Ребекка Гейхарт  | Мері Ньюлі                       |
| Орландо Джонс    | Езра Тейлор                      |
| Темуера Моррісон | Маврісіо/Шибениця                |
| Ленні Лофтін     | Джон Ньюлі                       |
| Денні Трехо      | Бритва Чарлі                     |
| Джордана Спіро   | Кетрін Ріс                       |
| Денні Кеог       | бармен                           |
| Пітер Батлер     | Панчо Вілья                      |
| Мелісса Гілберт  | повія у весільній сукні          |
| Пі Джей Пеше     | людина в барі                    |